# John Weitz
Hans Werner „John“ Weitz (geboren am 25. Mai 1923 in Berlin; gestorben am 3. Oktober 2002 in Bridgehampton,  Suffolk County, New York) war ein deutschamerikanischer Modedesigner, Historiker und Schriftsteller jüdischer Herkunft. Der Historiker Walter Laqueur zählt ihn – neben Henry Kissinger und dem Bildhauer Walter Midener – zu den erfolgreichsten Vertretern der jungen „Generation Exodus“.

## Familie
Weitz wurde in Berlin als Sohn des Textilfabrikanten Robert Salomon „Bobby“ Weitz und dessen Ehefrau Hedwig „Hedy“ Weitz (geb. Jacob) geboren. Seit 1964 war er in dritter Ehe verheiratet mit der Schauspielerin Susan Kohner; aus dieser Ehe gingen die beiden Söhne Paul Weitz und Chris Weitz hervor, die ihrem Vater nach eigener Aussage viel Inspiration verdanken.
In erster Ehe (1943–1953) war Weitz verheiratet mit Sally Blauner Gould; aus dieser Ehe stammen eine Tochter, Karen Weitz Curtis, und ein Sohn, J. Robert Weitz. Seine zweite Ehe mit Eve Orton, einer bekannten Modejournalistin, wurde 1964 geschieden.

## Leben

### Schulzeit, Emigration, Zweiter Weltkrieg
Im Alter von zehn Jahren wurde Weitz Internatsschüler in England. Dort besuchte er von 1933 bis 1936 The Hall School (Hampstead, London) und von 1936 bis 1939 St. Paul’s School. Unter seinen Schulkameraden waren die Söhne der prominenten Nationalsozialisten Ernst Hanfstaengl und Botschafter Joachim von Ribbentrop (des späteren Reichsaußenministers, über den Weitz 1992 eine Biographie veröffentlichte). Nach dem Schulabschluss 1939 arbeitete er in Paris als Schüler des Modedesigners Edward Molyneux. 1938 waren seine Eltern aus dem nationalsozialistisch beherrschten Deutschland zunächst nach Paris und dann nach London emigriert. Von dort wanderte die Familie Weitz über Yokohama und Shanghai in die Vereinigten Staaten aus. Sie kam 1941 in Seattle an und ließ sich in New York City nieder.
In den Vereinigten Staaten arbeitete Weitz zunächst beim Auslandssender Voice of America, ließ sich aber 1942 zum Dienst in der United States Army einziehen und erhielt die US-amerikanische Staatsbürgerschaft. Von 1943 bis 1945 diente er als Nachrichtenoffizier – zuletzt im Rang eines Captain – im Office of Strategic Services (OSS). Zu seinen Aufgaben gehörte es, deutsche Kriegsgefangene zu verhören. In seiner Funktion als OSS-Offizier hatte er auch Kontakt zum militärischen Zweig des deutschen Widerstandes.

### Modedesigner
1945, nach dem Ende seines Armeedienstes, war Weitz zunächst im Unternehmen seines Vaters (The Weitz Corporation) als Designer für Damenwäsche tätig. 1947 gründete er das Unternehmen John Weitz Juniors Inc. mit Sitz in New York City, das Kleider und Sportkleidung für Frauen herstellte. 1954 folgte die Gründung des ebenfalls auf Damenmode spezialisierten Unternehmens John Weitz Designs Inc. Ab 1964 wandte sich Weitz der Herrenmode zu. Dabei standen klassische Formen ebenso im Vordergrund wie Zweckmäßigkeit und Haltbarkeit der Kleidung.
Da er als Designer für Herrenmode am Markt sehr erfolgreich war, ging er Ende der 1960er Jahre dazu über, Lizenzen für die Verwendung seines Markennamens zu erteilen. Dieser stand für eine breite und vielseitige Produktpalette, die in der Werbung als Ausdruck eines mondänen Lebensstils präsentiert wurde. Von John Fairchild, dem Herausgeber und Chefredakteur der Zeitschrift Women’s Wear Daily 1960–1996, stammt die Bemerkung, der Name John Weitz sei zum „allgemein bekannten Begriff“ (household name) geworden. Sein „Lizenzimperium“ wurde nur von denjenigen Pierre Cardins und Christian Diors übertroffen. Ende der 1970er-Jahre waren seine Kleider und Accessoires in rund 1.700 Kaufhäusern und anderen Geschäften in Amerika, Europa und Japan erhältlich.

### Schriftsteller
Von 1970 bis Ende der 1990er Jahre publizierte Weitz sowohl erzählende Literatur als auch historische Sachbücher, die sich vor allem mit dem nationalsozialistisch beherrschten Deutschland befassten. Besonders erfolgreich waren 1970 sein Roman The Value of Nothing über die Welt der Mode und seine Biographien 1992 über Joachim von Ribbentrop (Joachim Von Ribbentrop. Hitler’s Diplomat) und 1997 über Hjalmar Schacht (Hitler’s Banker. Hjalmar Horace Greeley Schacht). Zum Schreiben hatte ihn John Steinbeck ermutigt. Zu Weitz’ Bekannten zählte auch Tom Wolfe, der die Einleitung zu seiner Ribbentrop-Biographie verfasste.
Weitz veröffentlichte auch zahlreiche Zeitschriftenbeiträge über verschiedene Themen aus den Bereichen Mode und Stil, New York City, Autos und Rennsport. Er selbst war in den 1950er Jahren Autorennen gefahren; zu seinen Bekannten aus der deutschen Rennfahrerszene gehörten Huschke von Hanstein, Richard von Frankenberg und Wolfgang von Trips, mit dem er eng befreundet war.

## Auszeichnungen und Preise
- 1959: Sports Illustrated Award
- 1960: NBC Today Award
- 1964–1967: Caswell-Massey Awards
- 1966: Harper’s Bazaar Medallion
- 1974: Coty American Fashion Critics’ Award
- 1975: Brilliant Pen Award
- 1981: Cartier Award for Design Excellence
- 1986: Cutty Sark Menswear Award
- 1986: Mayor’s Liberty Award
- 1988: Bundesverdienstkreuz
- 1990: Dallas Menswear Mart Award
- 1990: Fashion Institute of Technology President’s Award
- 1992: Ellis Island Medal of Honor

## Bücher (Auswahl)
- The Value of Nothing: A Novel. Stein and Day, New York 1970. ISBN 978-0-812-81275-6.
- Man in Charge. The Executive’s Guide to Grooming, Manners, and Travel. Macmillan, New York 1974. ISBN 978-0-026-25770-1.
- Friends in High Places. Macmillan, New York 1982. ISBN 978-0-026-25920-0.
- Joachim Von Ribbentrop. Hitler’s Diplomat. Weidenfeld & Nicolson, London 1992, ISBN 0-297-81157-6.
- Hitler’s Banker: Hjalmar Horace Greeley Schacht. Little, Brown and Company, Boston 1997, ISBN 0-316-92916-6.